# 半抗原
半抗原（hapten）是指本身分子量過小，無法刺激免疫應答，必須和載體（carrier）結合才能刺激發生免疫應答。半抗原能與對應抗體結合出現抗原-抗體反應，卻不能單獨激發人或動物體產生抗體的抗原，它只有“反應原性”（抗原性），不具“免疫原性”，所以僅為反應原而非免疫原，又稱不完全抗原。與此相對的是“完全抗原”，其同時具有反應原性及免疫原性兩者。
大多數多醣和所有類脂都屬於半抗原，如果用化學方法把半抗原與某種純蛋白的分子載體（protein carrier）結合，純蛋白會獲得新的免疫原性，並能刺激動物產生相應的抗體。半抗原一旦與純蛋白質結合，就構成該蛋白質的一個抗原簇。
半抗原的概念是由卡尔·兰德施泰纳所提出。他還提出了可以用人工合成半抗原來研究免疫化學現象的想法。

## 外部連結
- 醫學主題詞表（MeSH）：Haptens